# Ser o no ser (serie de televisión)
Ser o no ser es una serie web española con temática LGBT original de RTVE Play. Está creada por Coral Cruz. La serie se estrenó el 30 de marzo de 2022.

## Sinopsis
Joel (Ander Puig), un chico trans de 16 años, comienza el bachillerato escénico en un nuevo instituto donde nadie lo conoce. Hace unos meses que está transitando y, con el passing que tiene, puede presentarse a sus compañeros tal y como siempre se ha visto. Sin embargo, la ocultación de su proceso de transición entrará en conflicto con la exigencia de su profesora de teatro, quien pide a sus alumnos que se quiten todas las máscaras para poder meterse en la piel de sus personajes. Joel tiene miedo de no ser aceptado y también de perder el interés de Ona, una compañera de clase, de la que se ha enamorado a primera vista.

## Reparto

### Principal
- Ander Puig como Joel
- Anna Alarcón como Ana
- Júlia Gibert como Ona
- Berta Galo como Laia
- Lion Armas como Ricky
- Eduard Torres como Víctor
- Enzo Oliver como Álex
- Nil Carbonell como Gaby Rodríguez
- Anna Bernal como Xènia (temporada 1)
- Alícia Falcó como Bruna (temporada 2)

con la colaboración especial de
- Emma Vilarasau como Carmen
- Lluïsa Mallol como Abuela de Joel (temporada 1)

## Episodios

### Temporada 1 (2022)
| N.º en serie | N.º en temp. | Título                | Dirigido por  | Escrito por | Fecha de emisión original |
| ------------ | ------------ | --------------------- | ------------- | ----------- | ------------------------- |
| 1            | 1            | «Máscara»             | Marta Pahissa | Coral Cruz  | 30 de marzo de 2022       |
| 2            | 2            | «Réplicas»            | Marta Pahissa | Coral Cruz  | 30 de marzo de 2022       |
| 3            | 3            | «Cambio de escenario» | Marta Pahissa | Coral Cruz  | 30 de marzo de 2022       |
| 4            | 4            | «Catársis»            | Marta Pahissa | Coral Cruz  | 30 de marzo de 2022       |
| 5            | 5            | «Ensayos»             | Marta Pahissa | Coral Cruz  | 30 de marzo de 2022       |
| 6            | 6            | «Pánico escénico»     | Marta Pahissa | Coral Cruz  | 30 de marzo de 2022       |

### Temporada 2 (2023)
| N.º en serie | N.º en temp. | Título                 | Dirigido por  | Escrito por | Fecha de emisión original |
| ------------ | ------------ | ---------------------- | ------------- | ----------- | ------------------------- |
| 7            | 1            | «Propuesta argumental» | Marta Pahissa | Coral Cruz  | 11 de octubre de 2023     |
| 8            | 2            | «La escaleta»          | Marta Pahissa | Coral Cruz  | 11 de octubre de 2023     |
| 9            | 3            | «El libreto»           | Marta Pahissa | Coral Cruz  | 11 de octubre de 2023     |
| 10           | 4            | «Primera lectura»      | Marta Pahissa | Coral Cruz  | 11 de octubre de 2023     |
| 11           | 5            | «Reescritura»          | Marta Pahissa | Coral Cruz  | 11 de octubre de 2023     |
| 12           | 6            | «Versión definitiva»   | Marta Pahissa | Coral Cruz  | 11 de octubre de 2023     |